# R. c. Sault Ste-Marie
Décision
Il existe désormais trois catégories d'infractions criminelles: l'infraction criminelle réelle, l'infraction de responsabilité stricte et l'infraction de responsabilité absolue
La Reine c. Sault Ste-Marie (Ville), [1978] 2 R.C.S. 1299, est une importante décision de la Cour suprême du Canada qui définit les trois catégories d'infractions pénales reconnues en droit criminel canadien. Jusqu'alors, le droit pénal canadien reconnaissait l'infraction pénale nécessitant la preuve de mens rea et l'infraction de responsabilité sans faute. Le jugement a pour effet de créer une catégorie intermédiaire, celle de responsabilité stricte, qui inclut la majorité des infractions réglementaires.
Certains aspects du jugement, notamment la relation entre les catégories du droit criminel et la Charte canadienne, seront revisités en 1991 dans l'arrêt  R c. Wholesale Travel Group Inc., [1991] 3 R.C.S. 154.

## Faits
La ville de Sault Ste-Marie, en Ontario, a engagé les services d'une société qui a déchargé des polluants à quelques pieds d'un cours d'eau. Les polluants se sont rapidement rendus au cours d'eau. La ville a été accusée du déversement, ou d'avoir permis de déverser, des polluants près d'un cours d'eau en violation d'une loi provinciale.
La Cour a dû décider s'il fallait, pour prouver la responsabilité de la ville, démontrer la mens rea de la ville, c'est-à-dire que la ville était consciente que l'infraction était perpétrée.

## Décision
La Cour décide qu'il existe désormais trois catégories d'infractions:
L'infraction criminelle réelle : Ces crimes demandent la preuve de la mens rea, ou intention, et de l'actus reus de l'accusé. Ce dernier doit avoir commis le crime de manière intentionnelle. Cette catégorie comprend des crimes tels le vol ou le meurtre.
L'infraction de responsabilité stricte : Ces infractions ne nécessitent pas la preuve de la mens rea mais seulement de l'actus reus. Une fois que le procureur a prouvé hors de tout doute raisonnable que le crime a été commis par l'accusé, ce dernier peut démontrer, par prépondérance de preuve, qu'il s'est comporté de manière raisonnable. Il peut, par exemple, démontrer qu'il a pris un certain nombre de mesures préventives pour éviter qu'arrive ce qui lui est reproché. La majorité des infractions de type réglementaire sont des infractions à responsabilité stricte.
L'infraction de responsabilité absolue : Comme les infractions de responsabilité stricte, ces infractions ne demandent pas de preuve de la mens rea. Cependant, aucune défense ne peut être invoquée. Les infractions de responsabilité absolue, de par leur rigueur, doivent être clairement identifiées par le législateur. À titre d'exemple, les infractions de vitesse prévues par les différents codes de la route provinciaux sont le plus souvent des infractions de responsabilité absolue.
Après examen de la loi ontarienne applicable, la Cour tranche que l'infraction reprochée à la Ville de Sault Ste-Marie tombe dans la catégorie de responsabilité stricte et renvoie la cause à procès.

## Importance
Selon la revue juridique à comité de lecture Alberta Law Review (en) « cette décision est cruciale et implique de vastes conséquences pour tout le domaine du droit criminel ».